# O Roma nobilis

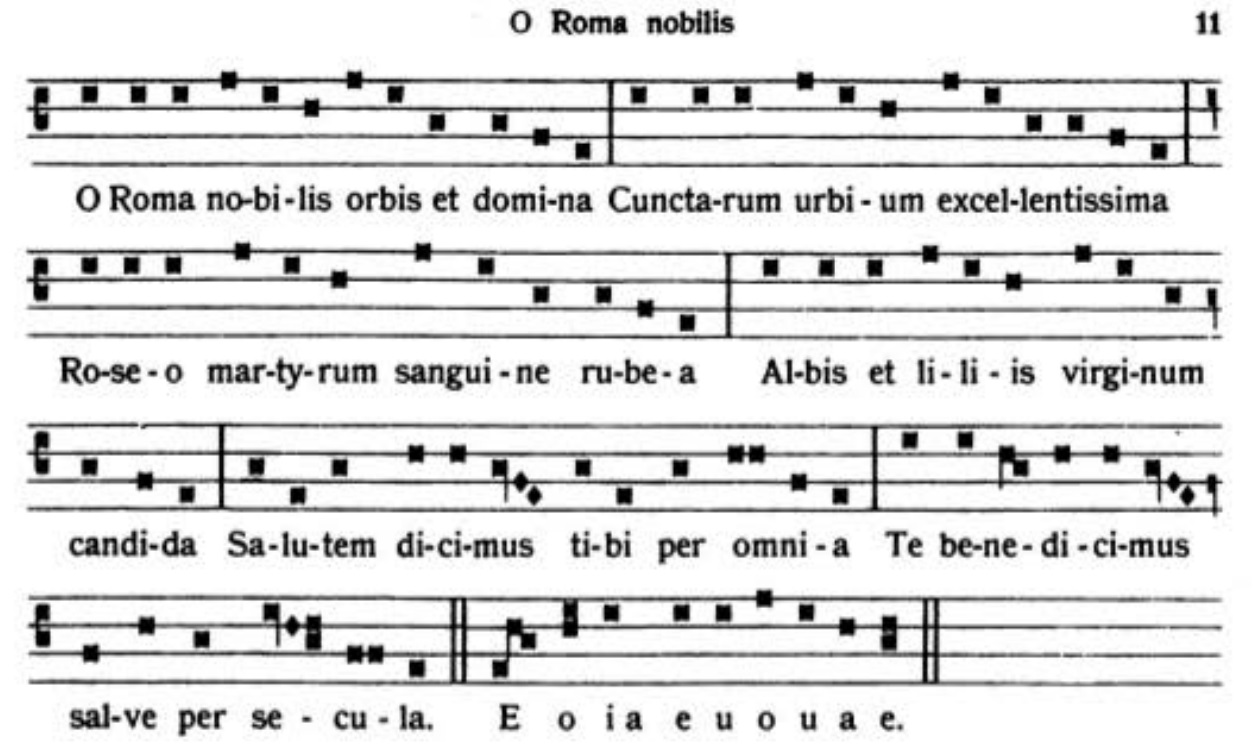
O Roma nobilis, Wiedergabe der Notation des Manuskripts von Monte Cassino durch Peter Wagner

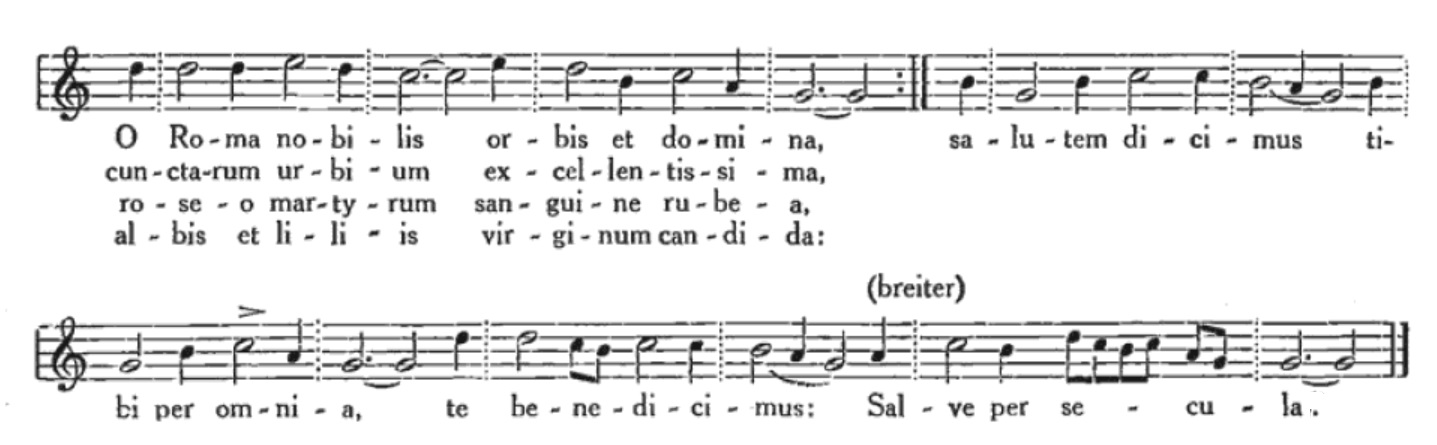
Rhythmisierte Fassung bei Guido Adler
rahmenlos

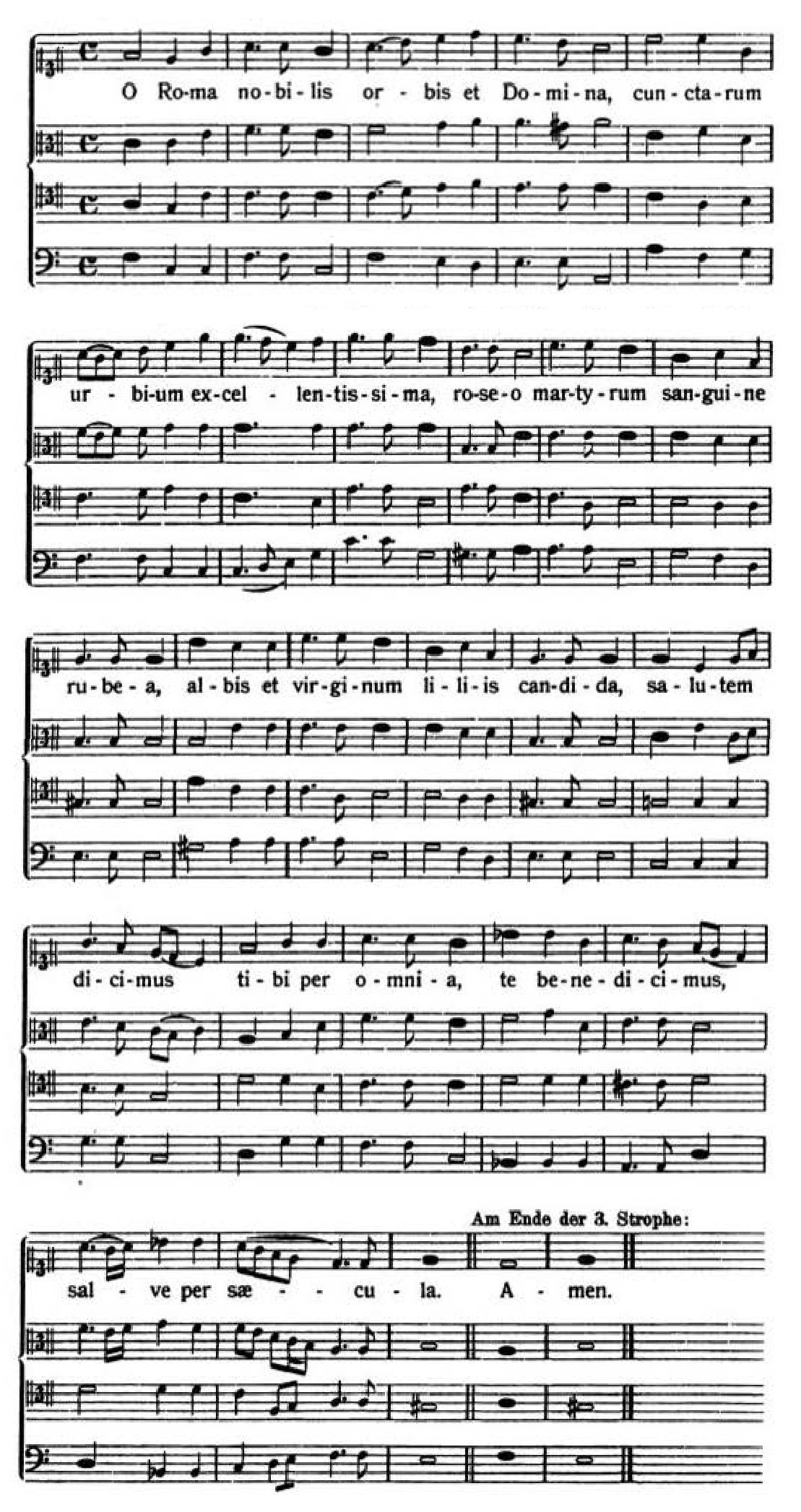
Chorsatz von Giuseppe Baini
rahmenlos

O Roma nobilis („O edles Rom“) ist ein mittelalterlicher lateinischer Hymnus an die Stadt Rom und an die Apostel Petrus und Paulus, deren Gräber dort verehrt werden.

## Geschichte
Der Hymnus, der in seiner Entstehungszeit offenbar keine weite Verbreitung fand, war jahrhundertelang vergessen. Der päpstliche Kapellmeister Giuseppe Baini entdeckte ihn Anfang der 1820er Jahre in einer Handschrift der vatikanischen Bibliothek. Hauptinhalt dieser Handschrift sind die Philippiken des Cicero. Am Ende ist von einem Schreiber des 13. Jahrhunderts der Text unseres Liedes eingetragen, versehen mit Neumen. 
Baini komponierte zu dem Text einen vierstimmigen homophonen Chorsatz in romantischer Harmonik, von dem er behauptete, die Melodie sei dem vatikanischen Manuskript entnommen und stamme aus dem 7. Jahrhundert; sie ist jedoch, trotz einiger modaler Wendungen, eine freie Erfindung Bainis.
Baini hatte guten Kontakt zum preußischen Gesandten beim Heiligen Stuhl Barthold Georg Niebuhr und zu dessen Assistenten und späteren Nachfolger Christian Karl Josias von Bunsen. Durch sie gelangte Bainis Komposition an den Berliner Hof der nachnapoleonischen Restauration. Sie traf beim König und beim Kronprinzen auf ein gesteigertes Interesse an Kirchlichem, auch Katholischem, und an Italien. Bainis O Roma nobilis wurde mit anderen verwandten Kompositionen am 27. November 1827 von der Berliner Singakademie unter Carl Friedrich Zelter im Beisein des Kronprinzen aufgeführt. Zelter äußerte sich darüber in einem Brief an Goethe sehr kritisch.
Bunsen unterlegte der Baini-Melodie 1833 eine deutsche Te-Deum-Paraphrase. Otto Nicolai komponierte den Text 1835 für Männerchor. Franz Liszt legte Bainis Melodie 1879 einer eigenen Bearbeitung des O Roma nobilis zugrunde.
Niebuhr veröffentlichte den Text des Hymnus 1829 in seinem Rheinischen Museum für Philologie, Geschichte und griechische Philosophie und datierte ihn noch über das 7. Jahrhundert hinauf in die Spätzeit des Römischen Reichs.
Damit begann eine wissenschaftliche Debatte über Alter und Charakter des Hymnus. Die Frühdatierung war bald durch die Tatsache widerlegt, dass O Roma nobilis keine Spuren der klassischen lateinischen Metrik, vielmehr alle Kennzeichen mittellateinischer Dichtung zeigt.
Um 1900 ermöglichte der Fund einer zweiten Quelle in einem musikalischen Sammelband der Bibliothek von Monte Cassino aus dem 11.–12. Jahrhundert die Entzifferung der Neumen.
Papst Johannes XXIII. zitierte den Anfang des Hymnus in einer Ansprache vor Vertretern der Stadt Rom am 6. Januar 1963.

## Form und Inhalt
Der Text umfasst drei Strophen zu je sechs Zeilen. Alle Zeilen bestehen aus zwölf Silben mit einer rhythmischen Zäsur in der Mitte und Endreim. Der Reim bleibt in allen Zeilen jeder Strophe gleich.
Diese Gleichförmigkeit wird unterstrichen durch die Melodie. Ihre ersten vier Zeilen sind vollkommen identisch, erst die fünfte und sechste weichen ab. Dieser Aufbau ist von keinem anderen alten Kirchengesang bekannt. Dagegen war er bei volkstümlichen weltlichen Liedern verbreitet. Ein solches Lied ist in der vatikanischen Quelle unmittelbar hinter O Roma nobilis eingetragen, das Liebeslied O admirabile Veneris idolum („O bewundernswertes Götterbild der Venus“). Dass O Roma nobilis eine geistliche Kontrafaktur des Venus-Liedes ist, erweist die Bezeugung des letzteren mit Neumen in einem Cambridger Manuskript des 11. Jahrhunderts.
Alle Kennzeichen des Liedes schließen eine liturgische Bestimmung aus. Dem steht jedoch entgegen, dass in der montecassinischen Aufzeichnung im Anschluss an die Liedstrophe, wie bei einer Antiphon, ein Psalm-Incipit und ein Psalmton angegeben sind. Das Incipit bezieht Wagner auf den Wallfahrtspsalm 121 (120) und sieht darin eine Bestätigung der zuerst von Friedrich Emanuel von Hurter geäußerten Annahme, O Roma nobilis sei ein Lied der Pilger beim Einzug in Rom gewesen.
Die erste Strophe begrüßt Rom als „Herrin des Erdkreises“, deren Würde auf dem Blut ihrer Märtyrer und der Reinheit ihrer Jungfrauen beruhe. Die zweite Strophe richtet an Petrus, den Schlüsselträger, die Bitte um ein mildes Urteil und um irdischen Beistand. Die dritte Strophe spricht Paulus als den „œconomus“ im Haus Gottes an, der die Speise seiner Weisheit an alle weitergeben möge.

## Text
| Lateinisches Original | Übersetzung |
| O Roma nobilis, orbis et domina, Cunctarum urbium excellentissima, Roseo martyrum sanguine rubea, Albis et liliis virginum candida: Salutem dicimus tibi per omnia, Te benedicimus: salve per secula. Petre, tu præpotens caelorum claviger, Vota precantium exaudi jugiter. Cum bis sex tribuum sederis arbiter, Factus placabilis iudica leniter, Teque petentibus nunc temporaliter Ferto suffragia misericorditer. O Paule, suscipe nostra precamina, Cuius philosophos vicit industria. Factus œconomus in domo regia Divini muneris appone fercula, Ut, quæ repleverit te sapientia, Ipsa nos repleat tua per dogmata. | O edles Rom und Herrin des Erdkreises, hervorragendste aller Städte, rot vom rosenfarbenen Blut der Märtyrer, weiß von den Gewändern und Lilien der Jungfrauen, Heil sagen wir dir für immer, wir segnen dich: Gruß und Wunsch für alle Zeiten! Petrus, du vollmächtiger Schlüsselträger der Himmel, erhöre stets die Rufe der Bittenden. Da du als Richter sitzen wirst über die zweimal sechs Stämme, lass dich besänftigen und richte milde. Und denen, die jetzt in der Zeit zu dir flehen, bringe barmherzig Hilfe. O Paulus, nimm unsere Gebete an, du, dessen Eifer die Philosophen besiegte. Da du zum Hauswirt im königlichen Haus gesetzt bist, trag auf die Speise der göttlichen Gnadengabe, damit die Weisheit, die dich erfüllte, durch deine Lehren auch uns erfülle. |